# أليتا: ملاك المعركة
أليتا: ملاك المعركة (بالإنجليزية: Alita: Battle Angel) هو فيلم سايبربانك وأكشن أمريكي 2019 مقتبس من المانغا اليابانية غونم ل‌يوكيتو كيسيرو. الفيلم من إخراج روبرت رودريغيز وكاتبة جيمس كاميرون ولاييتا كالوغريديس. ومن بطولة روزا سالازار وكريستوف فالتز وجينيفر كونلي وماهرشالا علي وإد سكراين وجاكي إيرل هالي.

## الممثلون
- روزا سالازار بدور أليتا
- كريستوف فالتز بدور الدكتور دايسون إيدو
- جينيفر كونلي
- ماهرشالا علي بدور فكتور
- إد سكراين بدور زابان
- جاكي إيرل هالي
- كينان جونسون بدور هوغو
- ميشيل رودريغز بدور جيلدا
- لانا كوندور بدور كويومي
- أيزا غونزاليز بدور نيسيانا
- إيدارا فكتور بدور الممرضة جيرهاد
- جورج لينديبروغ بدور صديق هوغو
- ليونارد وو بدور كينبو
- مارك زعرور بدور أجاكوتي

## روابط خارجية
- أليتا: ملاك المعركة على موقع IMDb (الإنجليزية)
- أليتا: ملاك المعركة على موقع ميتاكريتيك (الإنجليزية)
- أليتا: ملاك المعركة على موقع روتن توميتوز (الإنجليزية)
- أليتا: ملاك المعركة على موقع نتفليكس (الإنجليزية)
- أليتا: ملاك المعركة على موقع قاعدة بيانات الأفلام العربية
- أليتا: ملاك المعركة على موقع ألو سيني (الفرنسية)
- أليتا: ملاك المعركة على موقع أول موفي (الإنجليزية)
- أليتا: ملاك المعركة على موقع بوكس أوفيس موجو (الإنجليزية)
- أليتا: ملاك المعركة على موقع فيلمافينيتي (الإسبانية)
- أليتا: ملاك المعركة على موقع قاعدة بيانات الأفلام السويدية (السويدية)